# Costante Girardengo
Costante Girardengo (né le 18 mars 1893 à Novi Ligure dans la province d'Alexandrie, Piémont, mort le 9 février 1978 à Cassano Spinola) était un coureur cycliste italien. Il fut avec Alfredo Binda l'un des meilleurs cyclistes italiens durant les années 1920, en étant considéré comme le premier campionissimo.

## Biographie

### Les débuts
Devenu professionnel en 1912, il termina 9e du Tour de Lombardie. Dès l'année suivante, il obtint le premier de ses neuf titres de champion professionnel sur route d'Italie. Il remporta également une étape au Tour d'Italie qu'il termina à la 6e place. Il inscrivit également la course Rome-Naples-Rome à son palmarès.
En 1914, outre son second titre de champion national, il s'adjugea l'étape Lucques-Rome du Giro (430 km).
Sa carrière fut interrompue par le début de la Première Guerre mondiale. Il recommença à courir en 1917, et se classa 2e de la course Milan-San Remo, qu'il remporta l'année suivante. Il remporta six fois la « Classicissima », un record battu cinquante années plus tard, seulement par Eddy Merckx.

### L'année magique

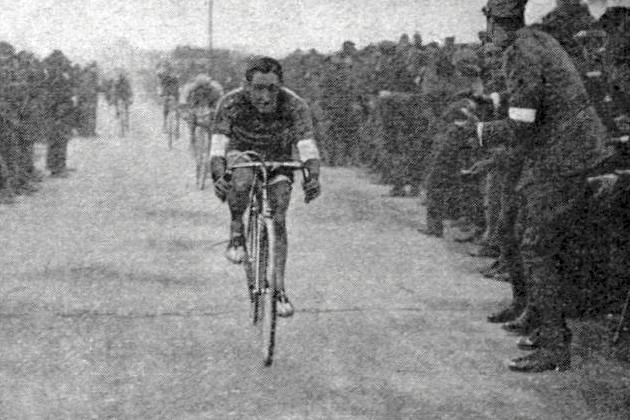
Girardengo vainqueur de Milan-Turin le 23 avril 1919, troisième de ses six victoires en dix éditions.

En 1919, Girardengo devint champion d´Italie pour la 3e fois. Au Giro, il remporta sept étapes et conserva le maillot rose de bout en bout. En automne, il triompha au Tour de Lombardie.

### La deuxième victoire au Giro
En 1923, il remporta pour la 3e fois la course Milan-San Remo et renoua avec le succès au Tour d'Italie, dont il remporta le classement final ainsi que huit victoires d'étape. Après une année sans coup d'éclat, l'étoile de Girardengo brilla à nouveau en 1925 : il devint champion d´Italie pour la 9e fois d'affilée, remporta pour la quatrième fois la course Milan-San Remo et termina 2e du Giro derrière l'étoile montante Alfredo Binda, en remportant six étapes d'affilée, prouvant qu'à trente-deux ans il pouvait encore faire de grandes choses.

### Le déclin
1926 marqua un tournant dans sa carrière : après son 5e succès à Milan-San Remo, il dut céder le titre de champion d´Italie à Alfredo Binda. L'ère Girardengo touchait à sa fin.
En 1927, lors des premiers  championnats du monde, qui se déroulèrent en Allemagne, il dut à nouveau s'avouer vaincu face à Alfredo Binda. Il ne remporta qu'une épreuve cette année-là, les Six jours de Milan.
À trente-cinq ans, il ne pouvait plus rivaliser avec les jeunes champions du cyclisme mondial et il mit un terme à sa carrière en 1928, non sans avoir brillé une dernière fois en remportant pour la sixième fois la Primavera.

### Après sa carrière
Après sa carrière, Costante a prêté son nom à un fabricant de bicyclettes qui commanditait également une équipe professionnelle qu'il dirigeait, l'équipe cycliste Girardengo.

## Le bandit et le champion
En dehors du cyclisme, Girardengo fut célèbre par son amitié avec un bandit notoire de l'époque : Sante Pollastri, qui était un de ses grands partisans. Recherché par la police, Pollastri avait toujours réussi à lui échapper. Mais un policier comprit l'amour du bandit pour le cyclisme et réussit à l'arrêter à l'arrivée d'une course. Sante fut ainsi victime de sa passion.
L'anecdote a même inspiré une chanson, « Il bandito e il campione », (texte et musique de Luigi Grechi nom de scène de Luigi De Gregori, frère de Francesco), chantée par Francesco De Gregori (1992/1993). En voici le refrain :
Vai Girardengo vai grande campione
Nessuno ti segue su quello stradone
Vai Girardengo non si vede più Sante
È dietro a quella curva è sempre più distante
Allez Girardengo allez grand champion
Personne ne te suit sur cette route
Allez Girardengo ne voit plus Sante
Il est derrière cette courbe de plus en plus loin

## Palmarès sur route

### Palmarès année par année
| - 1912 - 2e du Tour de Vénétie - 2e du Circuito Emiliano - Lombardo - 3e du Tour d'Émilie - 9e du Tour de Lombardie - 1913 - Champion d´Italie sur route - Course du XX Septembre : - Classement général - 2e étape - Coppa Borzino - 6e étape du Tour d'Italie - 6e du Tour d'Italie - 1914 - Champion d´Italie sur route - Milan-Turin - 3e étape du Tour d'Italie - 2e du Tour d'Émilie - 2e du Tour de Romagne - 3e du Tour du Piémont - 6e du Tour de Lombardie - 1915 - Milan-Turin - 1917 - 2e de Milan-San Remo - 2e de Milan-Varèse - 2e de Milan-Modène - 2e du Tour de la province de Milan (avec Angelo Gremo) - 3e du Tour d'Émilie - 10e du Tour de Lombardie - 1918 - Milan-San Remo - Tour d'Émilie - Serravalle-Arquata - Torino-Arquata (contre-la-montre par équipes avec Gaetano Belloni, Lauro Bordin et Luigi-Natale Lucotti) - 2e de Milan-Varèse - 1919 - Champion d´Italie sur route - Tour d'Italie : - Classement général - 1re, 2e, 6e, 7e, 8e, 9e et 10e étapes - Tour de Lombardie - Milan-Turin - Milan-Modène - Tour d'Émilie - Tour du Piémont - Tour de la province de Milan (avec Angelo Gremo) - Rome-Trente-Trieste : - Classement général - 1re, 2e et 3e étapes - 2e de Milan-San Remo - 1920 - Champion d´Italie sur route - Milan-Turin - Milan-Modène - Tour du Piémont - Turin-Gênes - 2e du Tour d'Émilie - 2e du Tour de la province de Milan (avec Luigi Annoni) - 2e de Milan-San Pellegrino - 3e de Milan-San Remo - 1921 - Champion d´Italie sur route - Milan-San Remo - Tour de Lombardie - 1re, 2e, 3e et 4e étapes du Tour d'Italie - Gênes-Nice - Tour d'Émilie - Tour de la province de Milan a (avec Giuseppe Azzini) - Milan-San Pellegrino - Course du XX Septembre | - 1922 - Champion d´Italie sur route - Tour de Lombardie - Tour d'Émilie - 2e étape du Tour d'Italie - Tour de la province de Milan a (avec Gaetano Belloni) - Tour de Romagne - Tour du lac Léman - Tour des Deux Golfes - Course du XX Septembre - 2e de Milan-San Remo - 3e du Tour de la province de Milan b (avec Angelo Gremo) - 3e du Tour du Piémont - 1923 - Champion d´Italie sur route - Tour d'Italie : - Classement général - 1re, 3e, 4e, 5e, 6e, 7e, 8e et 10e étapes - Milan-San Remo - Milan-Turin - Tour de la province de Milan (avec Giovanni Brunero) - Tour de Vénétie - Tour de Toscane - Course du XX Septembre - 1924 - Champion d´Italie sur route - Tour du Piémont - Tour de la province de Milan b (avec Ottavio Bottecchia) - Tour de Vénétie - Tour de Toscane - GP Wolber - Course du XX Settembre - 2e du Tour de Lombardie - 3e de Milan-San Remo - 3e du Tour d'Émilie - 3e de la Course du XX Septembre - 1925 - Champion d´Italie sur route - Milan-San Remo - 2e, 4e, 7e, 9e, 10e et 11e étapes du Tour d'Italie - Tour d'Émilie - Tour de Vénétie - Course du XX Septembre - Tour de la province de Milan b (avec Ottavio Bottecchia) - 2e du Tour d'Italie - 7e de Paris-Roubaix - 1926 - Milan-San Remo - Tour de Romagne - Tour de Vénétie - 4e et 5e étapes du Tour d'Italie - 2e du Tour de Toscane - 2e du championnat d´Italie sur route - 3e du Tour du Piémont - 1927 - 2e du championnat du monde sur route - 1928 - Milan-San Remo - Milan-Modène (contre-la-montre) - 3e du championnat d´Italie sur route - 1930 - 5e de Milan-San Remo - 1932 - 2e du Tour de la province de Milan (avec Learco Guerra) - 1935 - 3e étape du Tour des quatre provinces - 2e d'Asti-Ceriale - 3e du Giro Alpi Apuane |

### Résultats dans les grands tours

#### Tour d'Italie
13 participations
- 1913 : 6e, vainqueur de la 6e étape
- 1914 : abandon (5e étape), vainqueur de la 3e étape
- 1919 : Vainqueur du classement général et des 1re, 2e, 6e, 7e, 8e, 9e et 10e étapes, leader durant les 10 jours de course
- 1920 : abandon (2e étape)
- 1921 : abandon (5e étape), vainqueur des 1re, 2e, 3e et 4e étapes, leader durant 4 jours
- 1922 : abandon (4e étape), vainqueur de la 2e étape
- 1923 : Vainqueur du classement général et des 1re, 3e, 4e, 5e, 6e, 7e, 8e et 10e étapes, leader durant 6 jours
- 1925 : 2e, vainqueur des 2e, 4e, 7e, 9e, 10e et 11e étapes, leader durant 3 jours
- 1926 : abandon (7e étape), vainqueur des 4e et 5e étapes, leader durant 3 jours
- 1932 : abandon (5e étape)
- 1933 : abandon (2e étape)
- 1935 : abandon (4e étape)
- 1936 : abandon (4e étape)

#### Tour de France
2 participations
- 1914 : abandon (5e étape)
- 1919 : non partant

## Palmarès sur piste

### Six jours
- 1927
  - Six jours de Milan  (avec Alfredo Binda)
- 1928
  - Six jours de Breslau  (avec Willy Rieger)
  - Six jours de Milan  (avec Pietro Linari)
  - Six jours de Leipzig  (avec Antonio Negrini)
- 1929
  - 2e de Six jours de Paris (avec Pietro Linari)

### Records
- Record d'Italie de l'heure en 1917 : 41,032 km

## Hommage
Le stade de sa ville natale, Novi Ligure,porte son nom : Stade Costante Girardengo.
Le 7 mai 2015, en présence du président du Comité national olympique italien (CONI), Giovanni Malagò, a été inauguré  le Walk of Fame du sport italien dans le parc olympique du Foro Italico de Rome, le long de Viale delle Olimpiadi. 100 tuiles rapportent chronologiquement les noms des athlètes les plus représentatifs de l'histoire du sport italien. Sur chaque tuile figure le nom du sportif, le sport dans lequel il s'est distingué et le symbole du CONI. L'une de ces tuiles lui est dédiée .